# Shanghang
Shanghang (chinesisch 上杭县, Pinyin Shàngháng Xiàn) ist ein chinesischer Kreis der bezirksfreien Stadt Longyan in der Provinz Fujian. Er hat eine Fläche von 2.855 Quadratkilometern und zählt 376.392 Einwohner (Stand: 2020).

## Geographie
Shanghang liegt im Südwesten der Provinz Fujian. Es grenzt an Changting und Liancheng im Norden, Yongding und Jiaoling im Süden, an Xinluo im Osten sowie an Wuping im Westen. Das Relief fällt von Nordosten nach Südwesten ab; Shanghang liegt an den Südausläufern des Gebirges Wuyi Shan und ist somit hügelig bis bergig. Der höchste Gipfel Shanghangs ist der Meihua Shan mit 1778 m. Hier befindet sich auch das 7400 Hektar große Naturschutzgebiet Meihua Shan mit seltenen Pflanzen- und Tierarten.
Der größte Fluss Shanghangs ist der Ting Jiang, der das Territorium des Kreises auf einer Länge von 85 Kilometern durchfließt. Seine Nebenflüsse in Shanghang sind Jiuxian He, Huangtan He, Cai Xi, Yuanfeng Xi, Lai Xi, Anxiang Xi und Xiadu Xi.
Shanghang hat ein subtropisches Klima mit einer Jahresdurchschnittstemperatur von 20,2 °C. Die durchschnittlichen Temperaturen liegen im Winter bei 11,8 °C, im Frühling bei 20,1 °C, im Sommer bei 27,3 °C und im Herbst bei 21,7 °C. Die Extrema des Jahres 2018 lagen bei −0,9 °C am 7. Februar und bei 37,3 °C am 10. Juli. Es fällt jährlich im Durchschnitt 1651 Millimeter Niederschlag, wobei der Sommer der niederschlagsreichste Monat ist und der Winter der niederschlagsärmste Monat. Jährlich hat Shanghang etwa 1760 Sonnenstunden. Die größten Gefahren für die Landwirtschaft Shanghangs sind Taifune, Starkregen, Hagel und Hitze.

## Bevölkerung
Shanghang zählt 376.392 Einwohner (Stand: 2020). Die Bevölkerungszählung des Jahres 2000 hatte eine Gesamtbevölkerung von 433.700 Personen in 111.352 Haushalten ergeben, davon 214.956 Männer und 218.744 Frauen.

## Administrative Gliederung
Shanghang besteht per 2018 auf Gemeindeebene aus 17 Großgemeinden, drei Gemeinden und zwei Nationalitätengemeinden. Diese sind:
- Großgemeinden Linjiang (临江镇), Lincheng (临城镇), Zhongdu (中都镇), Lanxi (蓝溪镇), Rentian (稔田镇), Baisha (白砂镇), Gutian (古田镇), Caixi (才溪镇), Nanyang (南阳镇), Jiaoyang (蛟洋镇), Jiuxian (旧县镇), Huyang (湖洋镇), Xikou (溪口镇), Taiba (太拔镇), Tongxian (通贤镇), Xiadu (下都镇), Chadi (茶地镇)
- Gemeinden Panjing (泮境乡), Buyun (步云乡), Shanhu (珊瑚乡)
- Nationalitätengemeinden Lufeng (庐丰畲族乡) und Guanzhuang (官庄畲族乡) der She[5]

Auf der Dorfebene setzen sich obengenannte Verwaltungseinheiten aus 13 Einwohnergemeinschaften und 331 Dörfern zusammen, die wiederum 3644 Produktionsbrigaden zusammenfassen.
Der Sitz der Regierung Shanghangs befindet sich in der Großgemeinde Linjiang.

## Wirtschaft und Verkehr
Die Wirtschaft Shanghangs lebt von der Erzeugung elektrischer Energie in Wasserkraftwerken, der Zementherstellung, der Holzverarbeitung und vom Bergbau. Es gibt Vorkommen an Gold, Kalkstein, Mangan, Kupfer, Schwefel, Eisen, Wolfram und seltenen Erden. In der Zijin-Shan-Mine wurden im Jahre 2007 knapp 16 Tonnen Gold und 8000 Tonnen Kupfer gefördert, sie gehört zu den größten Goldproduzenten Chinas.
Der Bergbaukonzern Zijin Mining hat sein Hauptquartier in der Großgemeinde Linjiang.
Shanghang ist über die Autobahn Longyan-Changting, die Nationalstraßen 205 und 319 sowie die Provinzstraße 206 an den Rest Chinas angebunden. Die Eisenbahnstrecke Ganzhou-Longyan streift Shanghang im Nordosten.

## Kultur

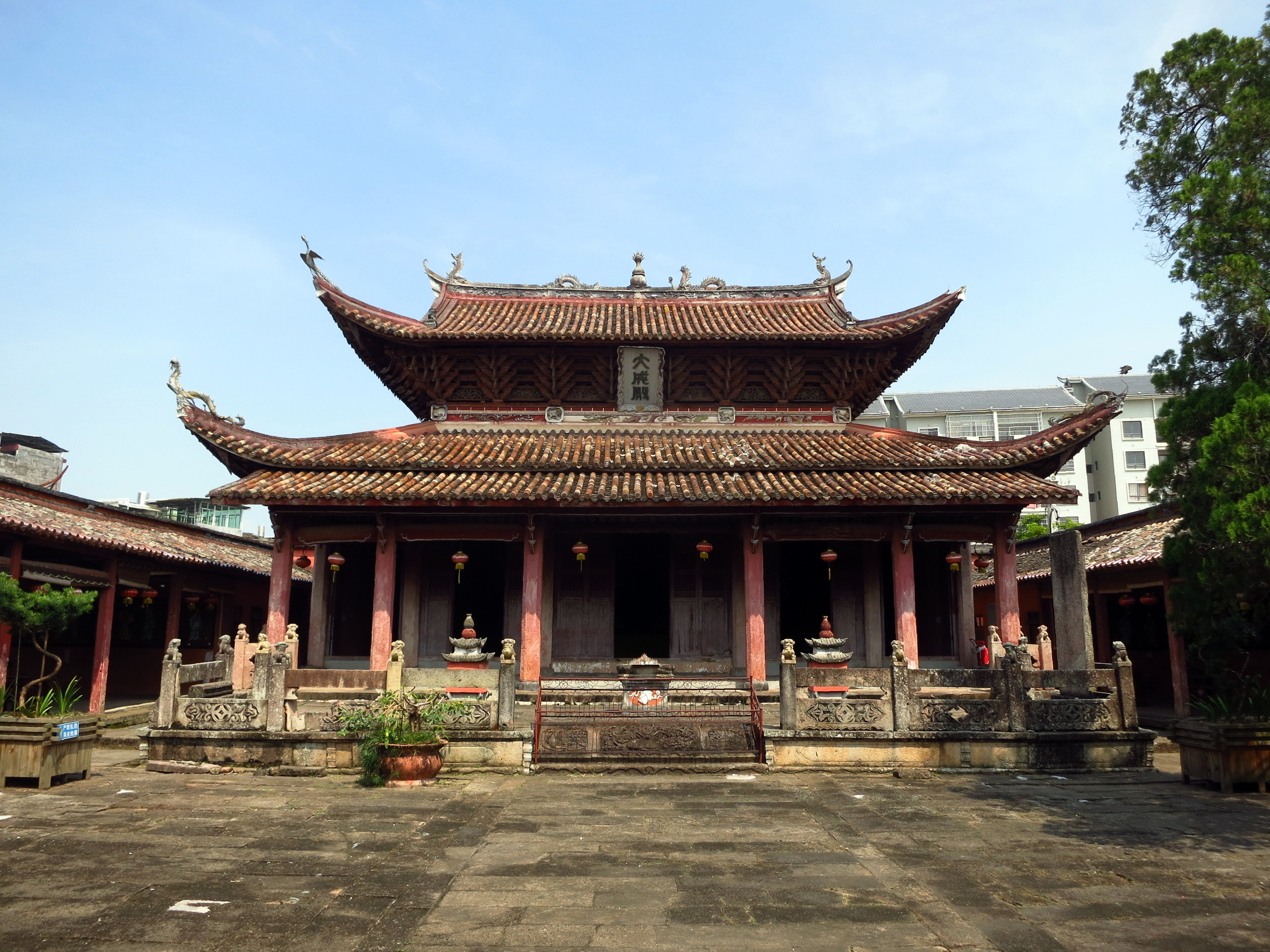
Konfuziustempel von Shanghang

Die Stätte der Gutian-Konferenz (Dez. 1929 – Jan. 1930) (Gutian huiyi huizhi 古田会议会址) aus der Zeit des Zentralen Sowjets steht seit 1961 auf der Liste der Denkmäler der Volksrepublik China (1-18). Darüber hinaus befinden sich in Shanghang eine Stele mit Gedichten von Wang Shouren aus der Ming-Dynastie und ein Konfuzius-Tempel aus der Qing-Dynastie.